# Tim Allen
Timothy Dick, dit Tim Allen, né le 13 juin 1953 à Denver, dans le Colorado, est un acteur et humoriste américain.

## Biographie

### Jeunesse
Il a grandi dans la banlieue de Détroit (Michigan) et effectué ses études à l'université de l'Ouest du Michigan à Kalamazoo.

### Carrière
En 1978 il est emprisonné pour trafic de drogue. Il sort après presque deux ans et demi détention puis se lance dans une carrière d'humoriste. 
Il devient célèbre avec la série télévisée Papa bricole (1991-1999) dans laquelle il joue le rôle de Tim Taylor. La série cartonne durant 8 ans et fait de lui un acteur très populaire Outre-Atlantique.
En 1994, il obtient le premier rôle du film Super Noël qui est également un succès.
En 1995, il devient la voix de Buzz l'Éclair dans la série de films de Toy Story. Sa carrière au cinéma se prolonge avec plusieurs comédies familiales à succès : Un Indien à New York, remake du film Un Indien dans la ville, dans lequel il reprend le rôle de Michael Cromwell, Super papa, Galaxy Quest.
Après avoir doublé Cars, il joue dans deux comédies de Disney : Raymond et Bande de sauvages. Après l'échec de sa première réalisation, il fait son retour à la télévision en 2011 dans C'est moi le chef !.
En 2019, il reprend la voix de Buzz l'Éclair dans Toy Story 4.
Son livre Don't Stand Too Close to a Naked Man a été classé parmi les meilleures ventes d'Amérique du Nord. Juste avant que son émission ne cesse d'être diffusée, il publie un autre livre, I'm Not Really Here, qui détaille ses pensées sur la philosophie quantique, les relations hommes-femmes et la crise de la quarantaine qui survient chez les hommes.
Pour sa contribution aux industries de la télévision et du cinéma, Il a une étoile sur le Walk of Fame à l'adresse 6834 Hollywood Blvd.

## Filmographie

### Cinéma
- 1989 : Tropical Snow (en) de Ciro Durán : le bagagiste
- 1989 : the girl who came late de kathy mueller
- 1994 : Super Noël de John Pasquin : Scott Calvin / le père Noël
- 1997 : Un Indien à New York de John Pasquin : Michael Cromwell
- 1997 : Les Sexton se mettent au vert de Bryan Spicer : Brad Sexton
- 1999 : Galaxy Quest de Dean Parisot : Jason Nesmith / Commandant Peter Quincy Taggart
- 2001 : Who Is Cletis Tout? de Chris Ver Wiel : Critical Jim
- 2001 : Super papa de John Pasquin : Joe Scheffer
- 2002 : Big Trouble de Barry Sonnenfeld : Eliot Arnold
- 2002 : Hyper Noël de Michael Lembeck : Scott Calvin / le père Noël
- 2004 : Un Noël de folie ! de Joe Roth : Luther Krank
- 2006 : Super Noël 3 : Méga Givré de Michael Lembeck : Scott Calvin / le père Noël
- 2006 : Zoom : L'Académie des super-héros de Peter Hewitt : Jack Shephard / Capitaine Zoom
- 2006 : Raymond de Brian Robbins : Dave Douglas
- 2007 : Bande de sauvages de Walt Becker : Doug Madsen
- 2008 : Redbelt de David Mamet : Chet Frank
- 2009 : Mon père et ses 6 veuves (The Six Wives of Henry Lefay) de Howard Gould (en) : Henry Lefay
- 2010 : Crazy on the Outside (en) de lui-même : Tommy
- 2012 : Geezers! (en) de Michelle Schumacher (no) : Tim
- 2017 : Un Noël à El Camino (en) (El Camino Christmas) de David E. Talbert (en) : Larry Michael Roth

### Animation
- 1995 : Toy Story : Buzz l'Éclair (voix originale)
- 1997 : Dany, le chat superstar : Buzz l'Éclair (voix originale)
- 1999 : Toy Story 2 : Buzz l'Éclair (voix originale)
- 2000 : Buzz l'Éclair, le film : Le Début des aventures : Buzz l'Éclair (voix originale)
- 2001 : Jimmy Neutron, un garçon génial :  Hugh Neutron / Gus (voix originale)
- 2003 : Rolie Polie Olie : Robot qui se plaint (voix originale)
- 2006 : Cars : Buzz l'Éclair parodié en automobile (voix originale)
- 2010 : Toy Story 3 : Buzz l'Éclair (voix originale)
- 2011 : Mini Buzz : Buzz l'Éclair (voix originale)
- 2011 : Vacances à Hawaï : Buzz l'Éclair (voix originale)
- 2012 : Rex, le roi de la fête : Buzz l'Éclair (voix originale)
- 2013 : Toy Story : Angoisse au motel : Buzz l'Éclair (court-métrage - voix originale)
- 2014 : Toy Story : Hors du temps : Buzz l'Éclair (court-métrage - voix originale)
- 2018 : Ralph 2.0 : Buzz l'Éclair (voix originale)
- 2019 : Toy Story 4 : Buzz l'Éclair (voix originale)

### Jeux vidéo
- 1996 : Toy Story Activity Center : Buzz l'Éclair (voix originale)
- 1999 : Toy Story 2 : Buzz l'Éclair à la rescousse ! : Buzz l'Éclair (voix originale)

### Télévision
- 1991-1999 : Papa bricole : Tim Taylor (204 épisodes)
- 1998 : Spin City : Rags (1 épisode)
- 2011-2021 : C'est moi le chef ! : Mike Baxter (194 épisodes)
- 2022 : Super Noël, la série (Disney+) : Scott Calvin

## Salaires
- Super papa : 12 000 000 $
- Toy Story : 50 000 $
- Toy Story 2 : 5 000 000 $
- Papa bricole (saison 1998-1999) : 1 250 000 $ par épisode

## Voix francophones
En France, Michel Papineschi est la voix régulière de Tim Allen. Il le double dans Papa bricole, Hyper Noël, Un Noël de folie !, Raymond, Zoom : L'Académie des super-héros, Bande de sauvages et Last Man Standing. Exceptionnellement, il est doublé par Nagui dans Super Noël, Gérard Rinaldi dans Un Indien à New York, Jacques Frantz dans Galaxy Quest, Philippe Catoire dans Super papa, Franck Dacquin dans Big Trouble et Pascal Casanova dans El Camino Christmas (en).
Au Québec, Yves Corbeil le double dans Sur les traces du Père Noël, De jungle en jungle, Sur les traces du Père Noël 2, Quelle vie de chien et Les fous de la moto tandis que Mario Desmarais est sa voix dans Joe Quelqu'un.